# سالگیسگو-ایتاوره

سالگیسگو-ایتاوره شهری در شهرستان رامونگو در استان بولکیمده در بورکینافاسوی غربی مرکزی است جمعیت آن ۳۵۰۸ نفر است.